# Cerâmica Agano
Louça agano (上野焼, Agano-yaki) é um artigo de cerâmica feito em Fukuchi, Distrito Tagawa,  Prefeitura de Fukuoka , Japão.
Foi originalmente associada à cerimônia do chá. Alguns oleiros mantém um estilo tradicional, enquanto outros fazem um estilo moderno.